# Äijänsaari (ö i Birkaland, Tammerfors, lat 61,64, long 23,69)
Äijänsaari är en ö i Finland. Den ligger i sjön Näsijärvi och i kommunen Ylöjärvi i den ekonomiska regionen Tammerfors och landskapet Birkaland, i den södra delen av landet, 180 km norr om huvudstaden Helsingfors. Öns största längd är 1,3 kilometer i öst-västlig riktning.